# دالهارت (تگزاس)
دالهارت، تگزاس(به انگلیسی: Dalhart, Texas) شهری در ایالت تگزاس از ایالات جنوبی ایالات متحده آمریکا است. در سرشماری سال ۲۰۰۰، جمعیت این شهر ۷۲۳۷ نفر اعلام شد.

## نگارخانه

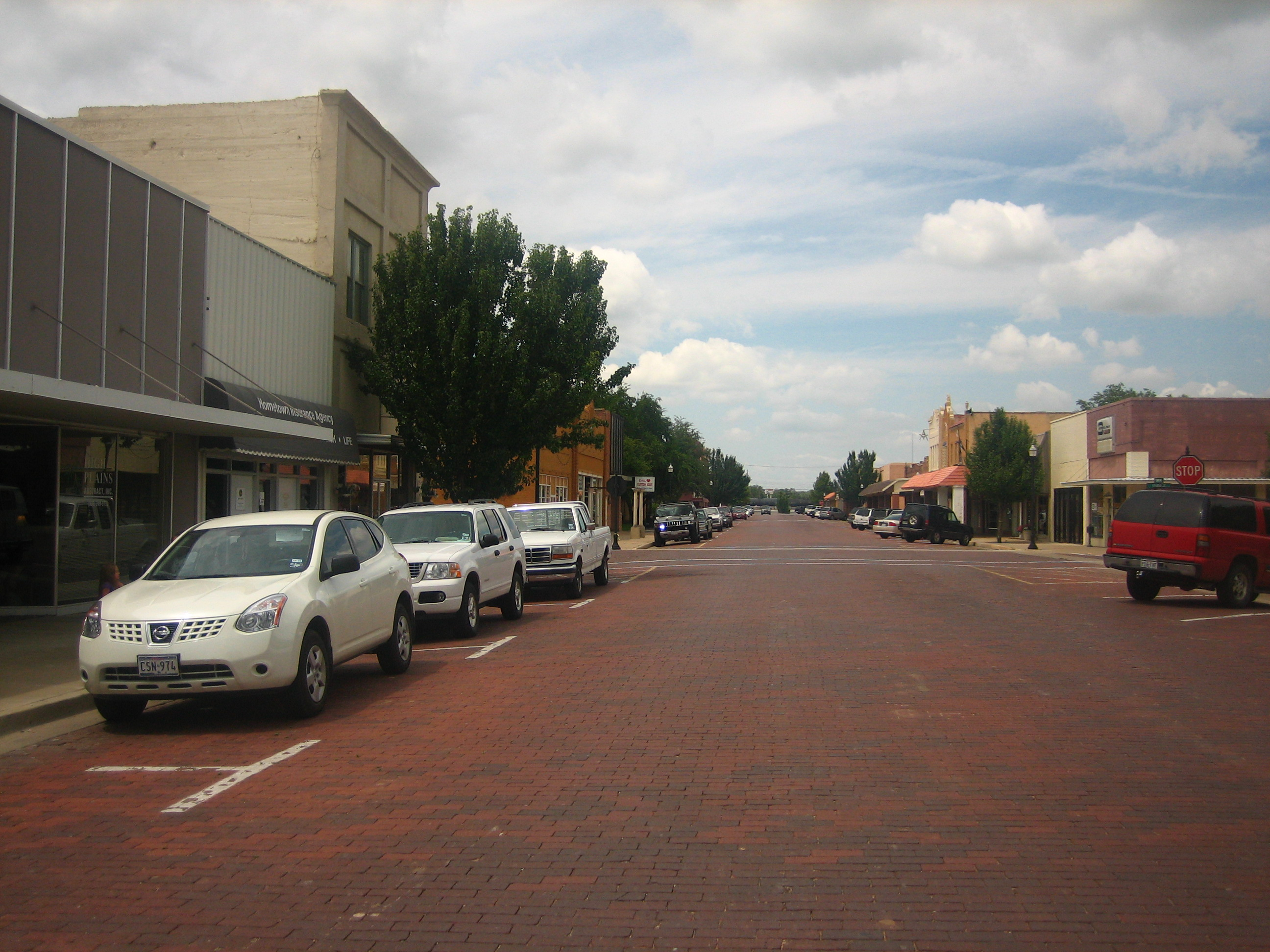
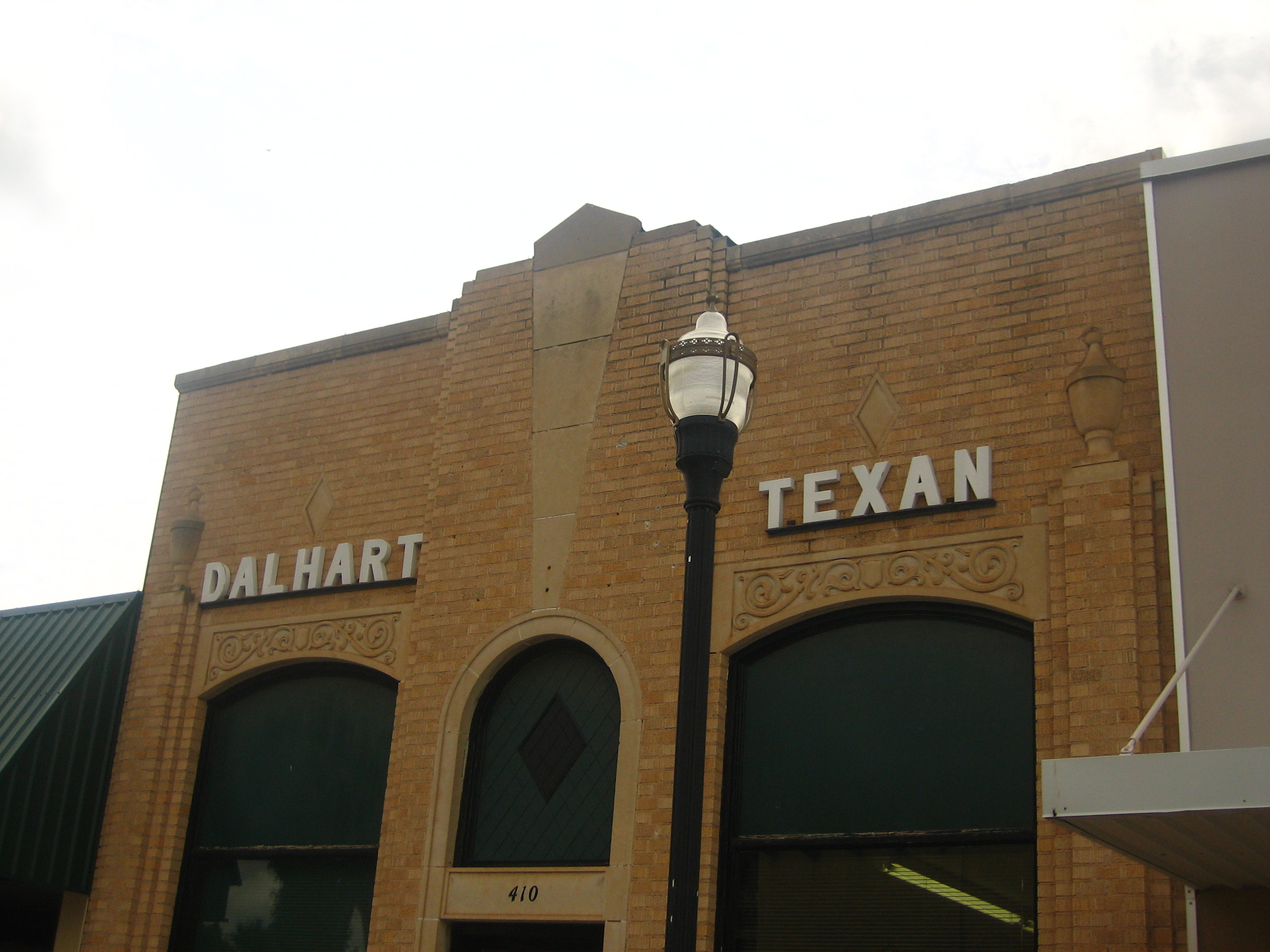
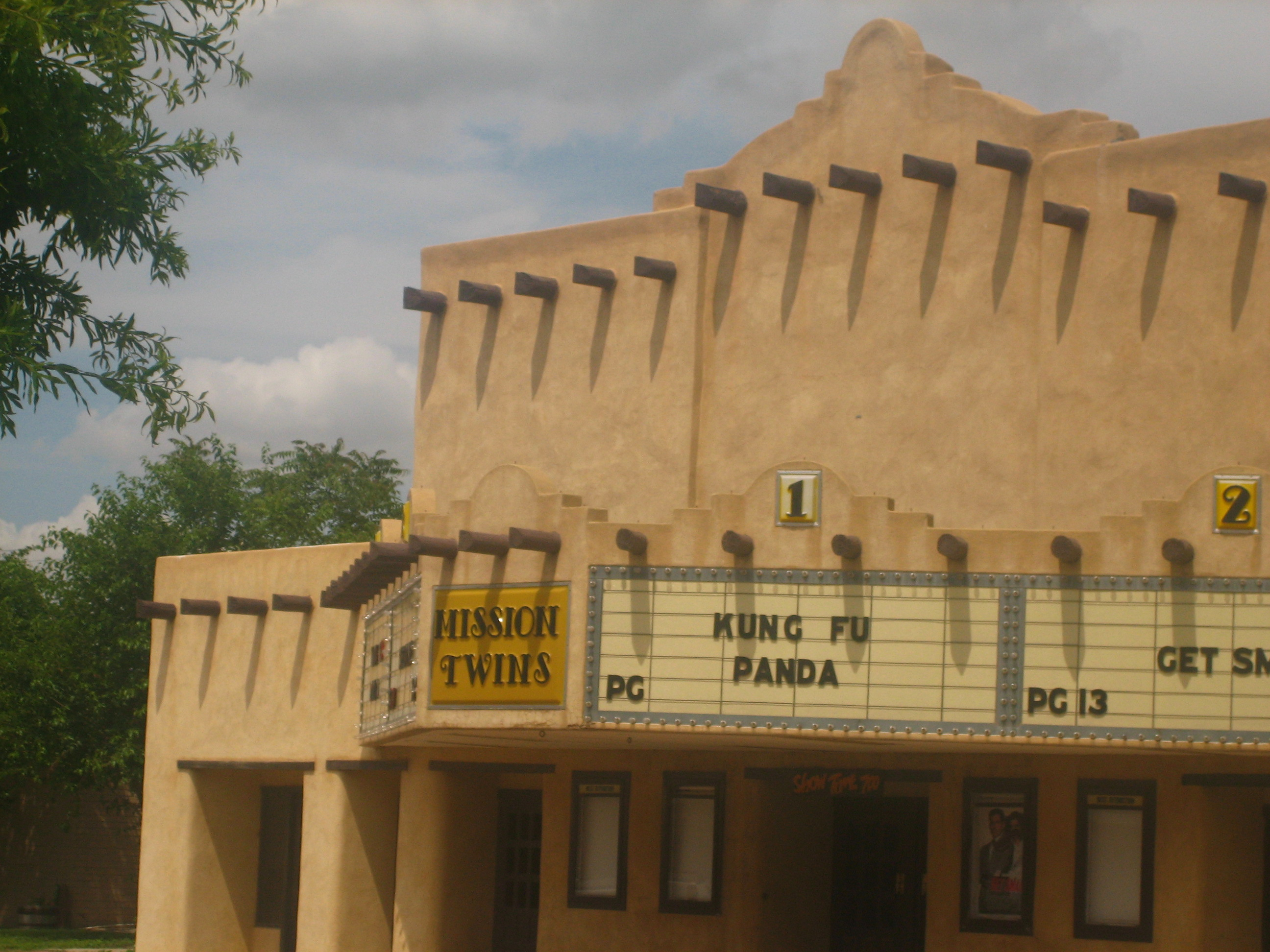
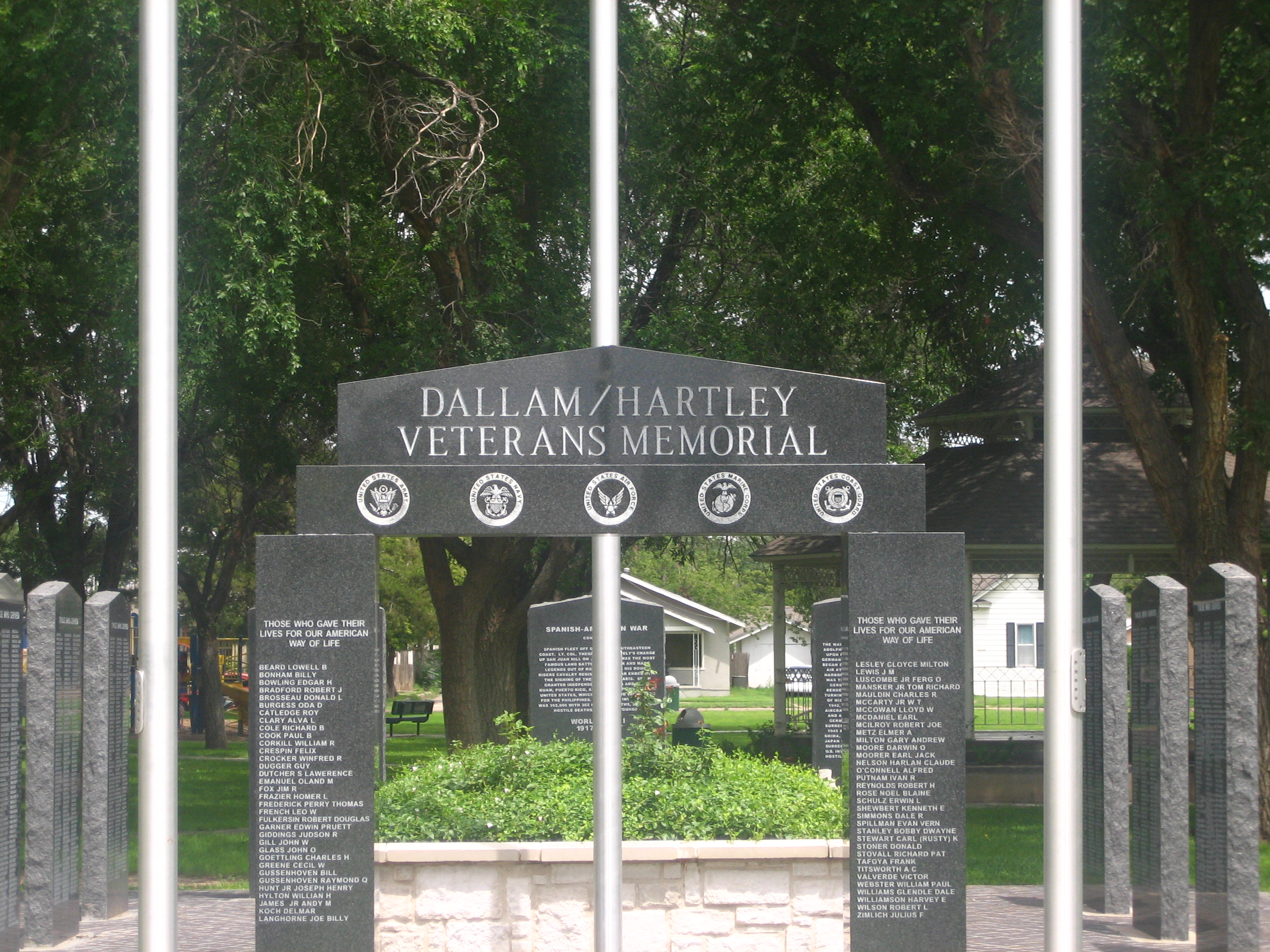
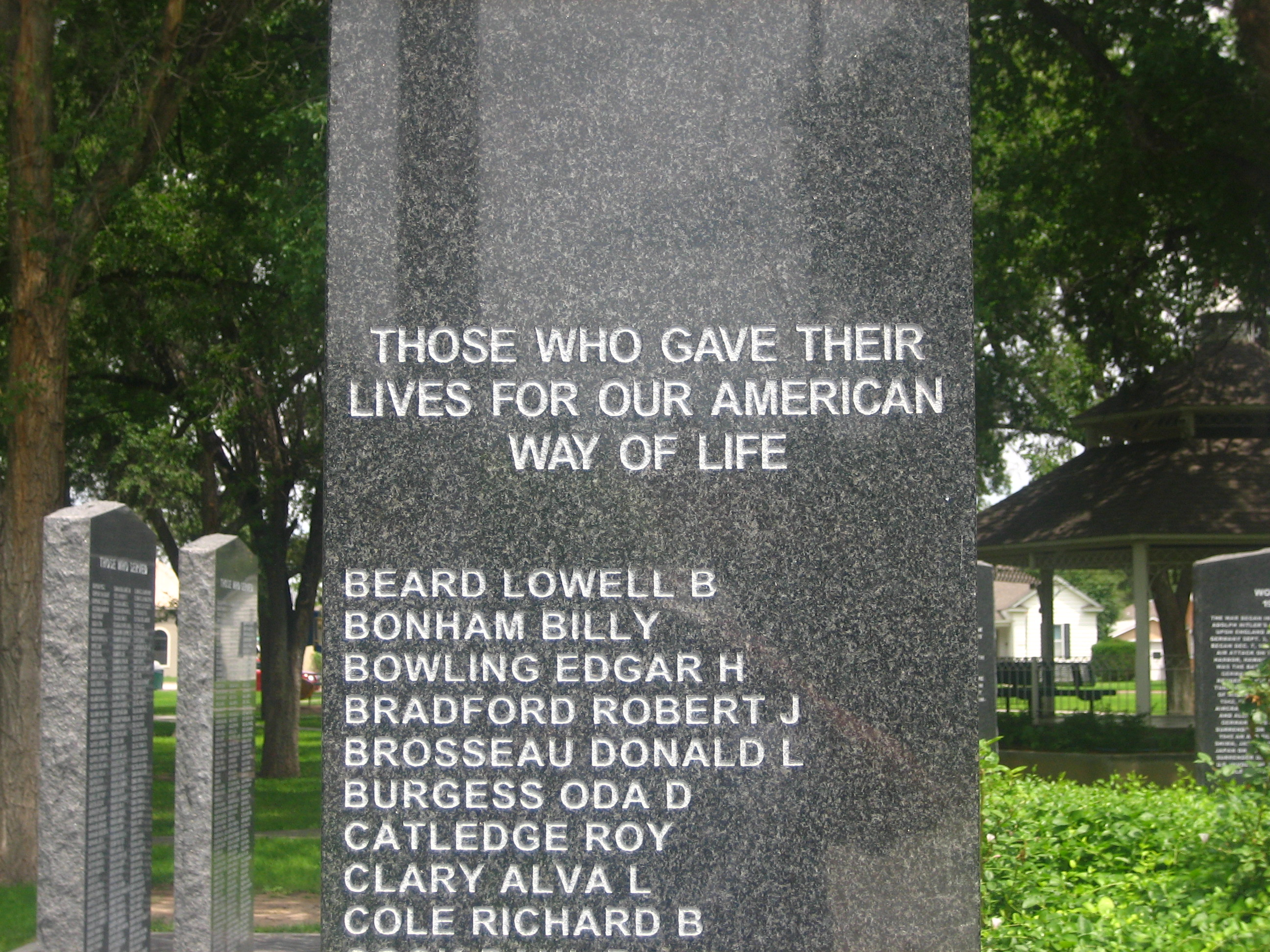
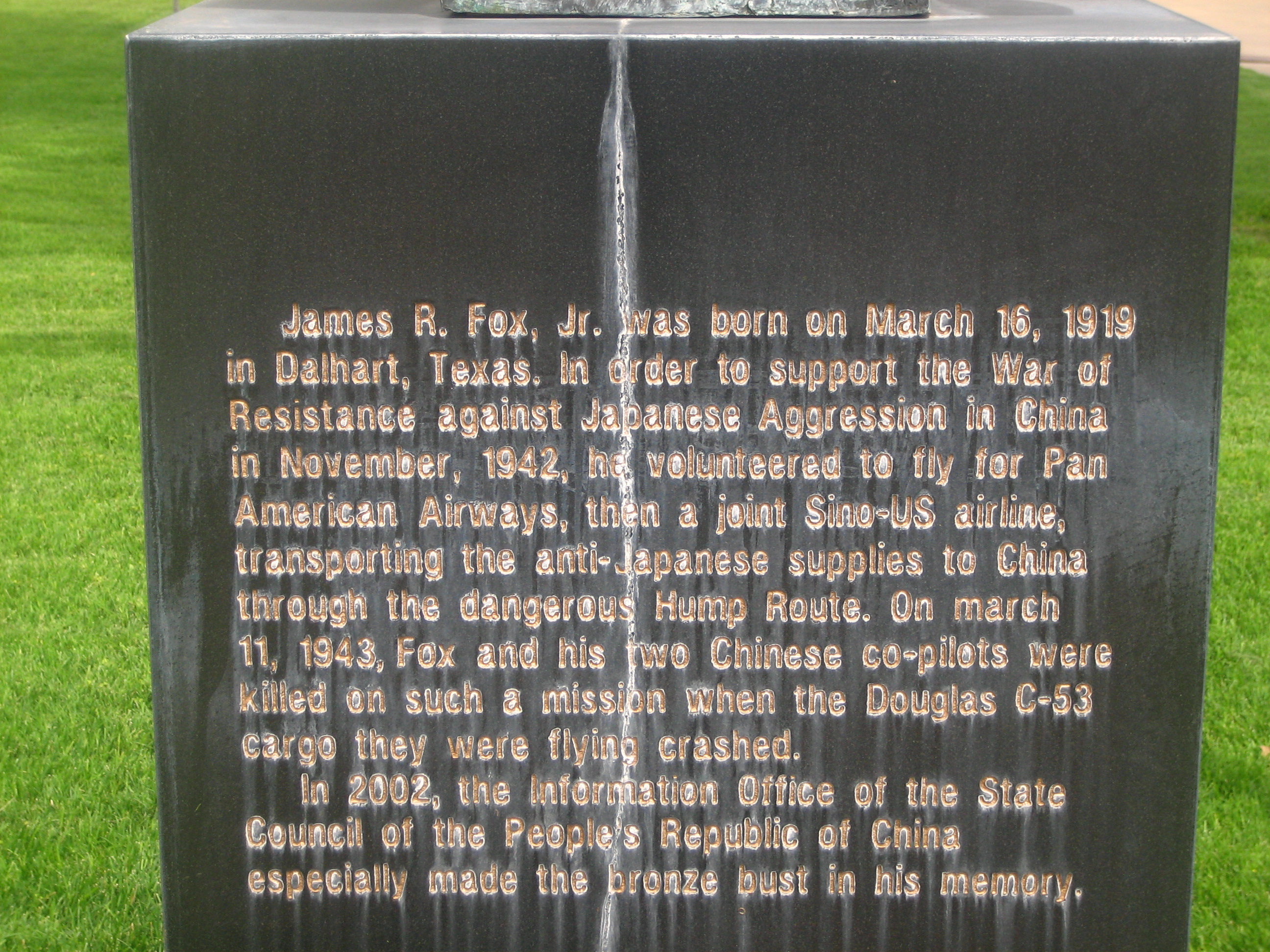
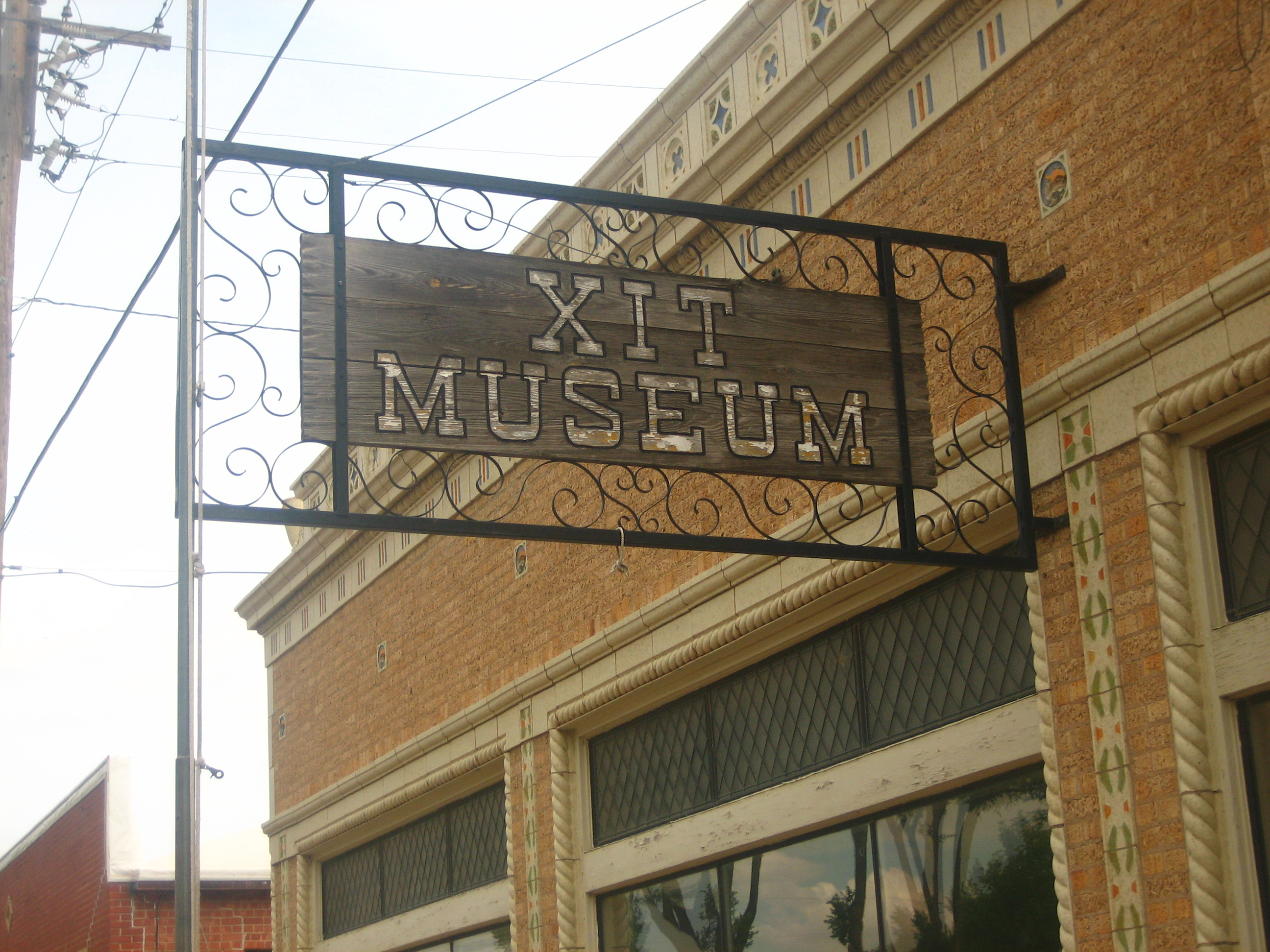

- پرونده:Dalhart welcome sign IMG 0567.JPG